# The Yellow Typhoon
The Yellow Typhoon is een Amerikaanse stomme film uit 1920, geregisseerd door Edward José, met in de hoofdrol Anita Stewart. De film is gebaseerd op de gelijknamige roman van Harold MacGrath uit 1919.

## Verhaal
Hilda en Berta Nordstrom zijn, hoewel ze er hetzelfde uitzien, elkaars tegenpolen. Berta trouwt met ingenieur Robert Hallowell, verlaat hem in Europa en reist naar het Oosten waar ze een beruchte courtisane wordt die bekendstaat als The Yellow Typhoon. Ondertussen is Hilda een geheim agent geworden en krijgt ze de opdracht Hallowell te beschermen terwijl hij een uitvinding perfectioneert om Amerikaanse onderzeeërs te beveilingen tegen vijandelijke aanvallen.
Berta, die samenspant met saboteur Karl Lysgaard om de plannen te stelen, valt Hallowells bungalow binnen en doodt de ingenieur. De plannen zijn echter in het bezit van luitenant-commandant John Mathison die ze naar Washington vervoert. Hilda vaart mee aan boord van zijn schip, net als Berta en Lysgaard. Mathison vertrouwt Hilda niet helemaal, maar wanneer ze de laatste poging van de samenzweerders om de plannen te stelen verijdelt, raakt hij overtuigd van haar oprechtheid. De politie arriveert en in het daaropvolgende gevecht worden Karl en Berta gedood. In Washington leveren Mathison en Hilda de plannen af en verklaren elkaar hun liefde. 

## Rolverdeling
| Acteur           | Personage                         |
| ---------------- | --------------------------------- |
| Anita Stewart    | Hilda Nordstorm / Berta Nordstorm |
| Ward Crane       | John Mathison                     |
| Donald MacDonald | Robert Hallowell                  |
| Joseph Kilgour   | Karl Lysgaard                     |
| George Fisher    | M. Andre Duval                    |
| Ed Brady         | Morgan                            |